# Mordellistena pseudonana
Mordellistena pseudonana es una especie de coleóptero de la familia Mordellidae.

## Distribución geográfica
Habita en la Europa Central.